# Nimbostratus virga

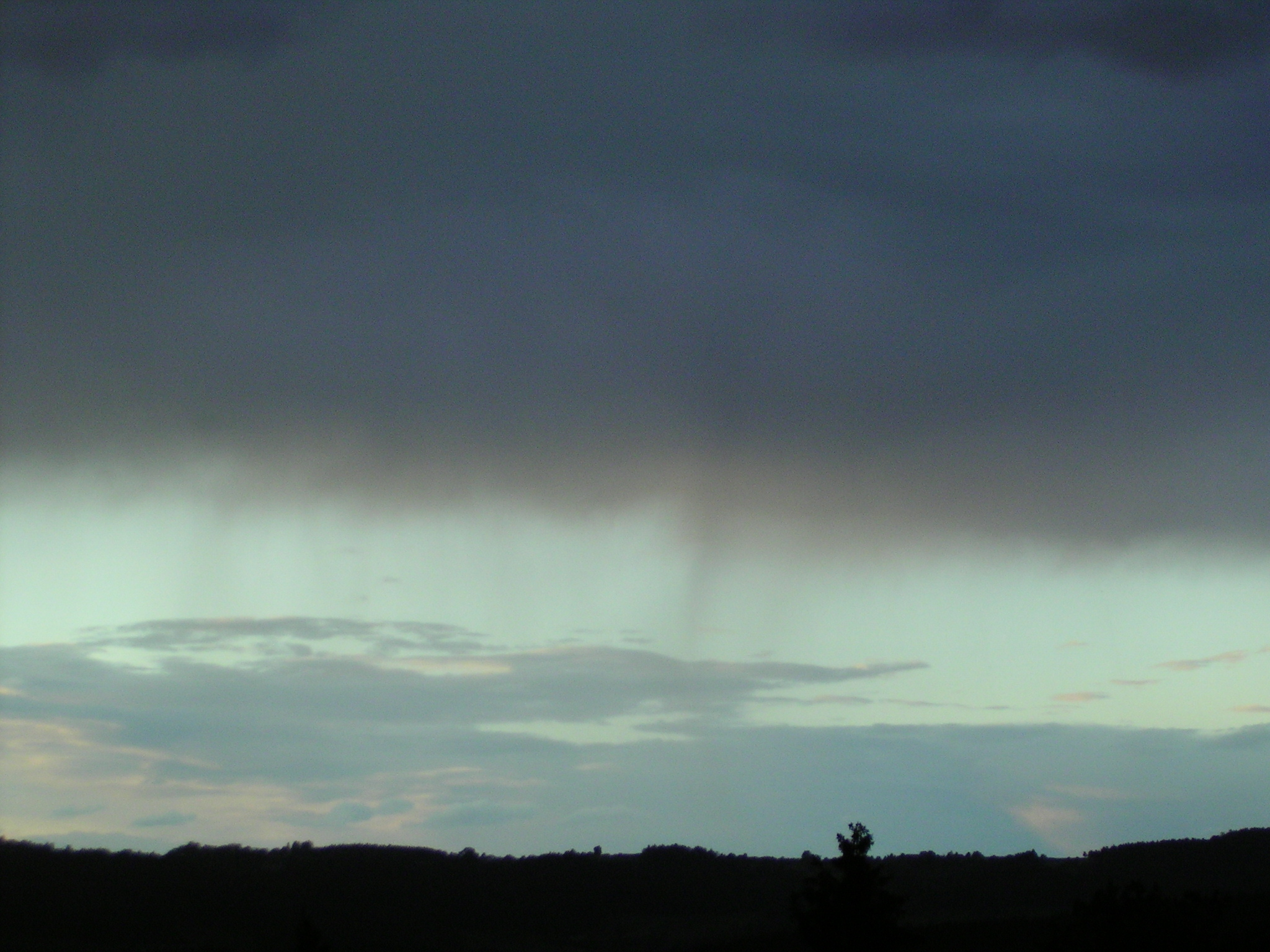
Exemplo de nuvens do tipo Nimbostratus virga.

Nimbostratus virga são nuvens escuras e cinzentas que produzem chuva intermitente com densidade variável. Sua precipitação evapora antes que chegue ao solo.